# Bermuda-Konferenz

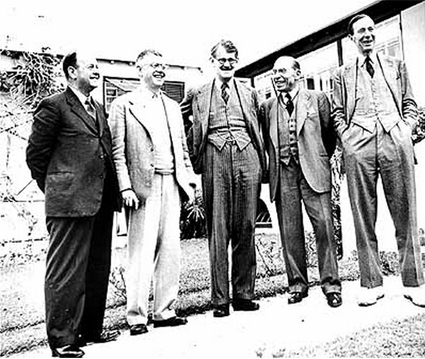
Konferenzteilnehmer

Die Bermuda-Konferenz war eine Konferenz während des Zweiten Weltkrieges. Sie fand zwischen den USA und dem Vereinigten Königreich vom 19.–29. April 1943 in Hamilton/Bermuda statt. Es sollte geklärt werden, was mit den jüdischen Flüchtlingen, die von den alliierten Kräften gerettet wurden, geschehen sollte.

## Vorgeschichte
Zu Beginn des Zweiten Weltkrieges hatte das Vereinigte Königreich auf arabischen Druck hin die Einwanderung von Juden in das Mandatsgebiet Palästina im Weißbuch von 1939 stark eingeschränkt und das State Department der Vereinigten Staaten aus nationalistischen und antisemitischen Gründen über bürokratische Hürden die Visaerteilung für die Vereinigten Staaten stark erschwert. Berichte über hauptsächlich im besetzten Polen und der besetzten Sowjetunion begangene Massaker an Juden erreichten zwar die Alliierten, aber mit der Konzentration auf das Kriegsgeschehen wurden Rettungsversuche für Juden mit der Argumentation «Rescue through victory» an das Kriegsende verschoben. Ende 1942 wurde der deutsche Plan der vollständigen und systematischen physischen Ausrottung der Juden (Holocaust) den Westmächten bekannt. Anfang 1943 wurden von nichtstaatlicher Seite Rettungsideen gesammelt wie z. B. die finanzielle Auslösung von 70.000 Juden aus Transnistrien. Unter dem öffentlichen Druck von britischen Parlamentsangehörigen und Kirchenführern drängte das Foreign Office das State Department gemeinsam irgendeine Geste in der Flüchtlingsfrage zu machen. Das State Department stimmte einer bilateralen Flüchtlingskonferenz zu, um die öffentliche Diskussion zu beruhigen.
Jüdische Organisationen legten der US-Regierung Vorschläge für Rettungsmaßnahmen vor und baten vergeblich, an der Konferenz teilnehmen zu dürfen. Kongressabgeordnete um Emanuel Celler trafen sich am 1. April 1943 mit Präsident Roosevelt und deren Vorschläge wurden ebenfalls abgelehnt.

## Konferenz
Die Konferenz fand auf Bermuda statt, wo keine Protestaktionen erwartet wurden. Die britische und amerikanische Delegation erhielt jeweils sorgfältig eingegrenzte Vollmachten, so dass von amerikanischer Seite Zusagen für Schiffstransporte, Geldmittel, die Schaffung neuer Institutionen oder die Änderung der gesetzlichen Einwanderungsbeschränkungen nicht möglich war. Die Briten schlossen von vornherein eine Diskussion über eine mögliche Einwanderung nach Palästina aus. Der unbedingte Wille zur Beibehaltung der strengen Einwanderungsregeln lag in der Furcht vor möglichen Spionen und Saboteuren. Da man auch befürchtete, die nationalsozialistische Propaganda könnte die Konferenz nutzen und behaupten, das «internationale Judentum» hätte den Deutschen den Krieg erklärt, sahen die Unterhändler davon ab, überhaupt von «jüdischen» Flüchtlingen zu sprechen, und die amerikanische Delegation war instruiert, alle Fragen bezüglich Rasse und Glauben zu vermeiden. Die Presseberichte über die Konferenz waren wegen der Zensur des unter britischer Kontrolle befindlichen Bermuda vage und die Delegationen kamen überein, die Endergebnisse der Konferenz aus Sicherheitsgründen zunächst vertraulich zu halten. Die Delegierten konzentrierten sich auf Kleinmaßnahmen und Unterstützungspläne wie den Transfer von Flüchtlingen aus Spanien nach Nordafrika und die Wiederbelebung des in der Evian-Konferenz beschlossenen Intergovernmental Committee on Refugees, das sich nunmehr nicht nur um Flüchtlinge aus Deutschland und Österreich, sondern auch aus anderen Ländern kümmern sollte.
Ein Artikel der New York Times vom 30. April 1943 erklärt, dass die Ergebnisse von den Unterzeichnerstaaten der Deklaration der Vereinten Nationen als Behinderung der Kriegsanstrengungen abgelehnt wurden. Eine Woche später veröffentlichte das zionistische Komitee für eine jüdische Armee in der New York Times eine Anzeige. Diese stellte sich gegen die UN und lobte die Bemühungen der USA um das jüdische Volk. Der Senator Harry S. Truman zog seine Mitgliedschaft aus dem Ausschuss der Konferenz zurück, weil er den ersten Artikel der New York Times als Beleidigung gegen den Senat der USA sah. Als Präsident befürwortete Truman die Anerkennung Israels als Staat.
Das einzige Ergebnis der Konferenz bestand darin, dass das Évian-Komitee seine Arbeit wieder aufnehmen sollte.